# 李珍 (唐朝)
李珍（？—761年），唐朝嗣岐王。唐睿宗第五子薛王李业的儿子。
开始封为略阳公，他的四伯父岐王李范，儿子李瑾早死。天宝三载（744年），唐玄宗以李珍为嗣岐王、银青光禄大夫、宗正员外卿。上元二年（761年），李珍与朱融友善。李珍仪表伟如，非常像三伯父玄宗，朱融诱使崔昌、赵非熊等并中官六军人一同造反。朱融又联络金吾将军邢济，被邢济告发，唐肃宗令御史中丞敬羽审讯。赐死李珍。子李逸、孙李愈、曾孙李云翰嗣岐王。

## 年號
羅振玉《校增紀元編》記載唐朝岐王李業之子李珍於761年所用的年號是正德，共計1年。此年號新舊《唐書》及《資治通鑑》均未記載。